# 岡山兼吉
岡山 兼吉（おかやま けんきち、1854年7月31日（嘉永7年7月7日） - 1894年（明治27年）5月28日）は、明治時代の弁護士、衆議院議員（当選1回）。東京専門学校（早稲田大学の前身）および英吉利法律学校（中央大学の前身）の創設に参画したことでも知られる。号は梧堂。

## 略歴
遠江国城東郡横須賀（現在の静岡県掛川市）生まれ。初名重吉。父の定基は横須賀藩の元締役。1865年（慶応元年）に同藩の三好左衛の養子となり、このとき兼吉と改名。維新後いったん実家に戻り、横須賀藩は安房国の花房藩に転封となったため、1869年移住する。同藩士の赤岩亀六の養子となるが、勉学で身を立てるに伴い解消している。藩の家老であった永富謙八の助けで、新潟英語学校に入学し、東京開成学校を経て、1882年に東京大学を卒業。東大時代に高田早苗、天野為之、市島謙吉らと親交を得、鷗渡会のメンバーとなる。
弁護士業のかたわら東京専門学校で開校時から法律学を担当したが、やがて同校の神田進出および設立準備中の英吉利法律学校との合併を画策。1885年6月の評議員会で否決されるや山田喜之助とともに早稲田を離れ、英吉利法律学校に転じた。
1889年東京代言人新組合会長となる。1890年の第1回衆議院議員総選挙で静岡3区から出馬して当選。次の選挙には出馬せず、1894年に死去。弁護士として請け負った訴訟件数は2300余に及んだという。
かつての同志だった市島謙吉は岡山について「若し天寿を相当保つたならば、恐らく政治家として将た事業家として大いに名を成したであらうに、一弁護士で終つたのは惜しむべきである」と評した。

## 主な著書
- 『英米商法律原論』（共著、1884年）